# La Nourrice
Pour les articles homonymes, voir La Nourrice (homonymie).
Pour plus de détails, voir Fiche technique et Distribution.
La Nourrice (titre original en italien : La balia) est un drame italien réalisé par Marco Bellocchio et sorti en 1999. Le scénario est librement adapté d'une nouvelle de Luigi Pirandello. Le film est présenté le 5 septembre 1999 lors du 52e Festival de Cannes. 

## Synopsis
Lors des mouvements sociaux et de la répression policière à Rome à la fin du XIXe siècle, un enfant naît dans une famille de la grande bourgeoisie. La vie de ses parents, le psychiatre Mori et sa femme Vittoria, se transforme. Bien qu'accomplissant tous les devoirs d'une mère, Vittoria ne parvient pas à ressentir de sentiment pour son fils et l'enfant refuse de se nourrir au sein de sa mère. Mori décide de prendre une nourrice. Le choix tombe sur Annetta, une jeune femme qu'il a entrevue dans le train parmi un groupe de révolutionnaires. Annetta se consacre au nouveau-né avec une grande affection, mais ses attentions à l'égard de l'enfant augmentent l'angoisse de Vittoria.

## Distribution
- Maya Sansa : Annetta (la nourrice)
- Fabrizio Bentivoglio : Professeur Mori
- Valeria Bruni Tedeschi : Vittoria Mori
- Michele Placido : un patient
- Elda Alvigini : Lena
- Jacqueline Lustig : Maddalena
- Pier Giorgio Bellocchio : Nardi

## Fiche technique
- Titre français : La Nourrice
- Titre original : La balia
- Réalisation : Marco Bellocchio
- Scénario : Marco Bellocchio et Daniela Ceselli adapté de Luigi Pirandello
- Photographie : Giuseppe Lanci
- Son : Gaetano Carito
- Montage : Francesca Calvelli
- Costumes : Sergio Ballo
- Décors : Simona Migliotti
- Musique : Carlo Crivelli
- Production : Pier Giorgio Bellocchio
- Société de production :
- Pays d’origine : Italie
- Langue : Italien
- Format : Couleurs – 35mm – 2.35:1 – Son Dolby numérique
- Genre : Drame
- Durée : 106 min
- Dates de sortie : 
  - Italie : 21 mai 1999
  - France : 21 mai 1999 ( Festival de Cannes)
  - France : 6 octobre 1999 (généralisée)

## Projet et réalisation
Le film a été tourné à Monte Porzio Catone, à Villa Parisi, à Castiglioncello dans l’hôpital désaffecté de Santa Maria della Pietà et à Rome près de la piazza di Campitelli, à l'automne 1998[réf. nécessaire].

## Distinctions

### Prix
- David di Donatello 2000 du « meilleur costume »

### Nomination
- Présentation en compétition officielle lors du Festival de Cannes 1999
- Nomination au David di Donatello de la « meilleure photographie » et à celui du « meilleur scénario »